# Fox Street
Fox Street – osada w Anglii, w hrabstwie Essex. Leży 4 km od miasta Colchester. W 2018 miejscowość liczyła 538 mieszkańców.